# Pandémie de Covid-19 en Afrique du Sud
La pandémie de Covid-19 en Afrique du Sud démarre officiellement le 1er mars 2020. À la date du 14 janvier 2024, le bilan est de 4 016 157 cas confirmés et de 102 595 morts.
L'espérance de vie dans le pays a diminué de quatre ans en raison de l’ampleur de la pandémie.

## Historique de la propagation du virus

### Première vague
Le 1er mars 2020, 150 Sud-Africains sont rapatriés de Wuhan.
Le premier cas a été détecté le 5 mars 2020 sur un homme de retour d'Italie.
Le 23 mars, le président Cyril Ramaphosa décide un confinement de 21 jours à partir du 26 mars pour une durée de trois semaines. L'armée doit être déployée pour assurer son respect.
Le premier décès est constaté le 27 mars 2020.
Plusieurs dizaines de policiers sont arrêtés pour avoir violé les lois de lutte contre le coronavirus, notamment pour avoir vendu des boissons alcoolisées confisquées.
Plus de 200 soignants cubains arrivent en Afrique du Sud le 27 avril pour prêter main-forte dans la lutte contre le coronavirus. Ils s'ajoutent aux quelque 200 médecins cubains qui se trouvent déjà en Afrique du Sud, dans le cadre d'une coopération médicale entre les deux pays. L'Afrique du Sud bénéficie également de l'aide de la Chine.

### Levariant 501-V2de la Covid-19 et deuxième vague
Le 18 décembre 2020, le ministre de la Santé annonce que l'Afrique du Sud a identifié dans le pays même, un nouveau variant, dit "sud-africain" ou "bêta", du coronavirus, plus contagieux et mutable ;  à l'origine d'une deuxième vague d'infections, il se répand dans le monde entier et met en échec la vaccination.

#### Nouvelles mesures en 2021
La vente d’alcool est interdite et le port du masque est obligatoire. Un couvre-feu est mis en place de 21 heures à 6 heures du matin. Le lundi 11 janvier 2021, le président Cyril Ramaphosa annonce la fermeture  des frontières terrestres du pays pour un mois.

### Troisième vague
En juin 2021, l’Afrique du Sud est le pays le plus touché du continent avec 1,8 million de cas et 58 795 décès. Les hôpitaux sont débordés, et manquent d’équipements et d'oxygène. "La corruption a englouti les budgets dévolus à la lutte contre le Covid et le ministre de la Santé, Zweli Mkhize, mis en cause est suspendu au début du mois.
En juillet, l'incarcération de Jacob Zuma, le précédent Président, ajoutée à la situation sanitaire préoccupante, provoque émeutes et pillages.

### Levariant Omicron

#### 2021: quatrième vague
En novembre 2021, le nombre de cas augmente rapidement. Un nouveau variant, nommé Omicron, encore plus contagieux que le Delta, est suspecté. L’épidémiologiste sud-africain Salim Abdool Karim déclare le lundi 29 novembre : « Je m’attends à ce que nous dépassions les 10000 cas par jour d’ici la fin de la semaine, nous verrons la pression sur les hôpitaux dans les deux ou trois semaines à venir ».
En date du 15 décembre 2021, le variant Omicron a rapidement atteint 77 pays.

#### 2022: cinquième vague
L'Afrique du Sud connait au début de 2022 quelques mois d'accalmie. Mais, fin avril 2022, apparait une nouvelle vague de contaminations due à deux sous-variants d'Omicron, BA.4 et BA.5,.

## Bilan humain
Pour 2020, le ministère de la santé sud-africain comptabilise 29 000 décès et plus d'un million de cas cumulés. Le South African Medical Research Council, qui documente la mortalité toutes causes confondues dans le pays, évoque néanmoins 72 000 morts naturelles de plus qu'en 2019 et attribue une « proportion significative de cette surmortalité [...] à la Covid-19 ».
Fin janvier 2021, le pays compte près d'1,4 million de cas positifs et plus de 40 500 décès depuis le début de la pandémie.
Fin avril 2022, le pays, à cette date, a enregistré plus de 3,7 millions de cas, près de 100.350 décès et 45% de vaccinations.

### Vulnérabilités

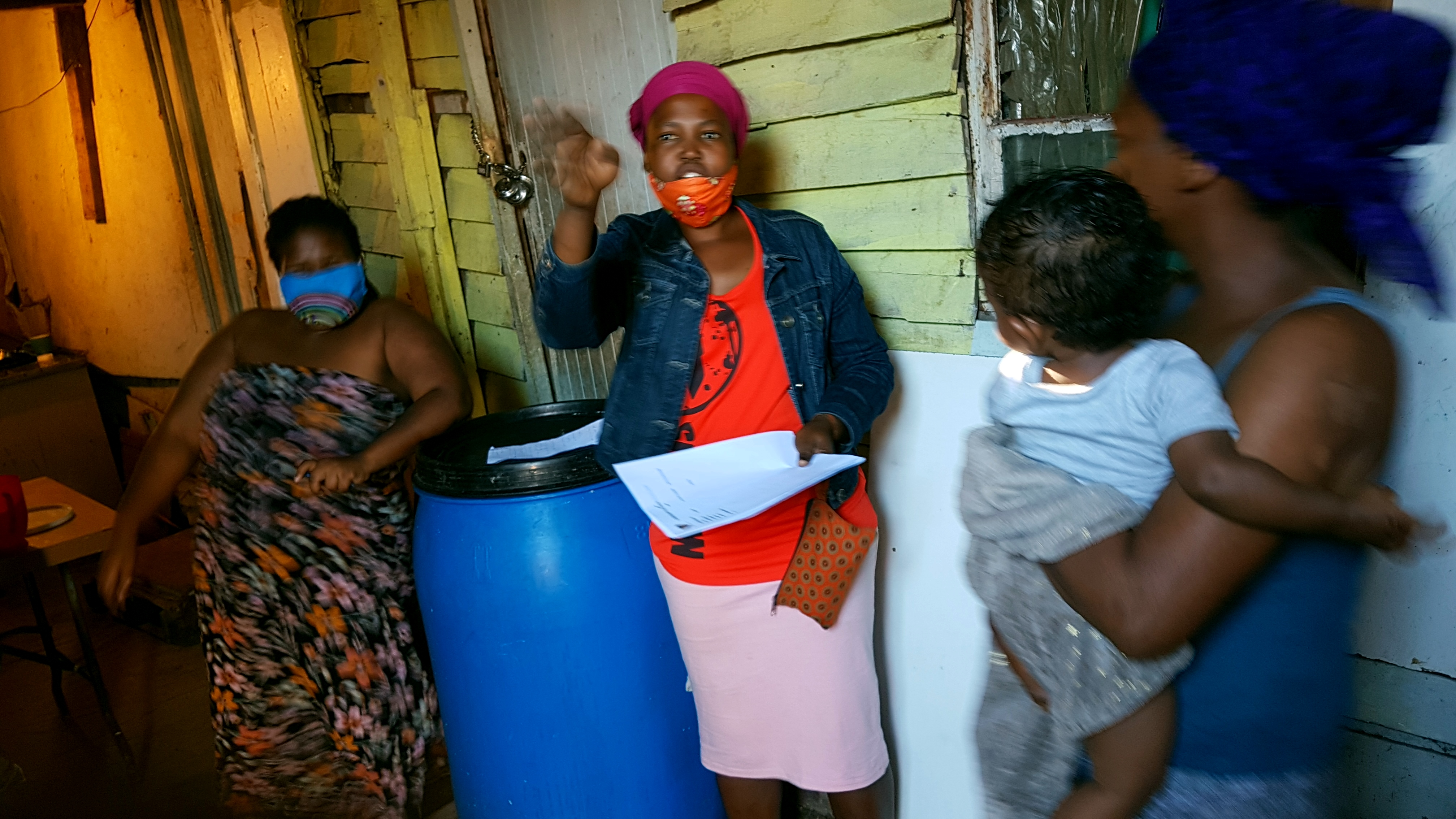
Sensibilisation aux règles sanitaires dans un quartier pauvre du township de Capricorn.

L'Afrique du Sud compte 7,5 à 8 millions de personnes séropositives au VIH, 300 000 malades de la tuberculose et 6 % de diabétiques. Les travailleurs des mines sont aussi souvent sujets à des affections respiratoires. La maladie à coronavirus 2019 est beaucoup plus dangereuse chez ces populations,.
Fin janvier 2021, la variante sud-africaine s'est répandue à travers tout le pays, entraînant de nombreux décès surtout dans les quartiers pauvres où les habitants n'ont pas la possibilité de respecter les gestes barrières.

## Mesures thérapeutiques

### Vaccination
Dimanche 7 février, l'Afrique du Sud annonce qu'elle suspend son programme de vaccination qui devait démarrer prochainement "avec un million de vaccins" d'AstraZeneca, à la suite d'une étude « révélant une efficacité «limitée» contre le variant sud-africain ».
Début mars 2021, l'Afrique du Sud décide de mettre sous surveillance le vaccin russe Sputnik V soupçonné d'accroître le risque d'infection au VIH, déjà très présent dans ce pays. La raison en est l'adénovirus de type 5 (Ad5) utilisé comme vecteur viral, qui diminuerait l'activité des lymphocytes TDC4 et TDC8 face au VIH, et déjà signalé pour ce problème en 2013 dans un article du Lancet.

### Médicaments
En février 2021, le docteur George Coetzee demande au gouvernement une utilisation urgente de l'ivermectine en traitement de la covid-19, il est soutenu par l'ONG pour la défense des droits civiques AfriForum qui dépose une requête auprès de la Haute Cour d'Afrique du Sud (division Gauteng de Pretoria). La Haute Cour répond favorablement, le 1er avril 2021, à la requête.
En avril 2021, l'Afrique du Sud autorise la libre prescription des médicaments dont l'ivermectine est le principe actif (utilisation libre hors AMM).
En juillet 2021 l'anesthésiste cardiaque Nkosinathi Mdladla, chef de l'unité de soins intensifs à l'hôpital universitaire Dr George Mukhari et à l'Université Sefako Makgatho, et le professeur Colleen Aldous de l'University of KwaZulu-Natal, témoignent de l'effet bénéfique du protocole mis au point par le professeur australien Thomas Borody, tant en thérapeutique à l'hôpital qu'en prophylaxie .

## Statistiques

Nombre de cas en Afrique du Sud depuis le début de l'épidémie.

Nombre de morts en Afrique du Sud depuis le début de l'épidémie.